# Fjällstrupig lövletare
Fjällstrupig lövletare (Anabacerthia variegaticeps) är en fågel i familjen ugnsfåglar inom ordningen tättingar.

## Utbredning och systematik
Fjällstrupig lövletare förekommer från södra Mexiko genom Centralamerika till västra Colombia och Ecuador. Det råder oenighet hur många underarter den bör delas in i. Auktoriteten eBird/Clements urskiljer två underarter med följande utbredning:
- A. v. variegaticeps – förekommer från södra Mexiko (Guerrero och Veracruz) till västra Panama
- A. v. temporalis – förekommer i västra Andernas västsluttning i Colombia och Ecuador

International Ornithological Congress erkänner ytterligare en underart, schaldachi, med utbredning i sydvästra Mexiko.

## Status och hot
Arten har ett stort utbredningsområde, men tros minska i antal, dock inte tillräckligt kraftigt för att den ska betraktas som hotad. Internationella naturvårdsunionen IUCN listar arten som livskraftig (LC). Beståndet uppskattas till i storleksordningen 50 000 till fem miljoner vuxna individer.